# Bahnhof Godramstein
Der Bahnhof Godramstein ist der Bahnhalt von Godramstein, einem Stadtteil von Landau in der Pfalz. Er verfügt über zwei Bahnsteiggleise. Er liegt im Verbundgebiet des Verkehrsverbundes Rhein-Neckar (VRN). Er wurde mit Inbetriebnahme des Streckenabschnittes Landau–Annweiler am 12. September 1874 eröffnet. Der Güterverkehr kam in den 1990er Jahren zum Erliegen.

## Lage
Der Bahnhof befindet sich südlich des Landauer Stadtteils Godramstein. Südlich von ihm verläuft parallel zur Bahnstrecke die Bundesstraße 10.

## Geschichte
Im Zuge der Planungen der Strecke durch das Queichtal dienten in Bezug auf eine Bahnstation in Godramstein eine örtliche Tabakfabrik sowie eine nahe Mühle als Argument. Eröffnet wurde der Bahnhof als Glied der Teilstrecke Landau (Pfalz)–Annweiler am Trifels am 12. September 1874. Neben Landau Westbahnhof, Siebeldingen-Birkweiler und Albersweiler-St. Johann war er einer von insgesamt vier Unterwegsbahnhöfen. Anfang des 20. Jahrhunderts erhielt der Bahnhof wie alle in der Pfalz Bahnsteigsperren. Während dieser Zeit wurde der Bahnhof von der Betriebs- und Bauinspektion Landau verwaltet und gehörte zum Zuständigkeitsbereich der Bahnmeisterei Albersweiler. Nachdem Deutschland den Ersten Weltkrieg verloren hatte und das französische Militär einmarschiert war, wurde am 1. Dezember 1918 das pfälzische Streckennetz südlich von Maikammer-Kirrweiler für den Personenverkehr gesperrt, drei Tage später jedoch wieder freigegeben.
1922 wurde der Bahnhof der neu gegründeten Reichsbahndirektion Ludwigshafen zugeordnet. Ein Jahr später wurden die am Bahnhof beschäftigten Eisenbahner im Zuge des von Frankreich durchgeführten, bis 1924 dauernden Regiebetriebes ausgewiesen. Danach kehrten sie zurück. Im Zuge deren schrittweisen Auflösung der Reichsbahndirektion Ludwigshafen wechselte der Bahnhof zum 1. Mai 1936 in den Zuständigkeitsbereich der Saarbrücker Direktion und des Betriebsamtes (RBA) Zweibrücken. Die Deutsche Bundesbahn gliederte den Bahnhof nach dem Zweiten Weltkrieg in die Bundesbahndirektion Mainz ein, der sie sämtliche Bahnstrecken innerhalb des neu geschaffenen Bundeslandes Rheinland-Pfalz zuteilte. 1971 gelangte die Station im Zuge der Auflösung der Mainzer Direktion in den Zuständigkeitsbereich ihres Karlsruher Pendants. Zur selben Zeit wurden die Bahnsteigsperren aufgehoben.
Mit der Bahnreform ging der Bahnhof am 1. Januar 1994 in das Eigentum der Deutschen Bahn über. Seit 1996 ist der Bahnhof Bestandteil des Verkehrsverbundes Rhein-Neckar (VRN); ebenso wird seither der Tarif des Karlsruher Verkehrsverbundes (KVV) anerkannt.
Bedingt durch die Aufgabe des Bahnhof Albersweiler und des Rückbaus der Bahnhöfe Landau West sowie Siebeldingen-Birkweiler zu Haltepunkten ist Godramstein zwischen dem Landauer Hauptbahnhof und Annweiler die einzige verbliebene Möglichkeit für Zugkreuzungen. Dennoch finden Zugkreuzungen selten statt. Seit 2010 wird der Bahnhof vom ESTW Landau aus Neustadt an der Weinstraße gesteuert; damit entfiel der örtliche Fahrdienstleiter.

## Bauwerke
Der Bahnhof verfügt über einen Inselbahnsteig. Der Güterschuppen aus Holz stammt aus der Zeit der Pfälzischen Eisenbahnen und hat für den Bahnbetrieb keine Bedeutung mehr. Das Empfangsgebäude wurde ab den 1930er Jahren umgebaut. 1942 wurde ein mechanisches Stellwerk der Einheitsbauart mit Fahrdienstleiter untergebracht. Das als Gf bezeichnete Stellwerk wurde 2010 stillgelegt und mittlerweile zurückgebaut. Der Hausbahnsteig ist mittlerweile durch Barrieren vom Streckengleis abgetrennt, sodass der Zustieg ausschließlich über den Inselbahnsteig erfolgt.
Der Bahnhof wurde in den letzten Jahrzehnten deutlich zurückgebaut. Die einstigen Gütergleise, von denen eines in ein benachbartes Gaslager führte, sind ebenfalls verschwunden.

## Verkehr

### Personenverkehr
Der Fahrplan von 1897 enthielt teilweise durchgehende Nahverkehrszüge von Zweibrücken bis Germersheim; hinzu kamen solche, die sich auf dem Abschnitt Landau–Zweibrücken beschränkten. Ein Jahrzehnt später verkehrten zwischen Landau und Zweibrücken fünf Nahverkehrszüge. 1914 fuhr an Sonn- und Feiertagen ein Zugpaar, das über die 1911 eröffnete Wieslauterbahn bis nach Bundenthal-Rumbach verkehrte. Der Fahrplan von 1944 wies zum Teil durchgehende Nahverkehrszüge von Karlsruhe über Landau und Zweibrücken bis nach Saarbrücken auf. 1946 existierte als Kuriosum an Werktagen eine Verbindung, die in Godramstein begann und ab Hinterweidenthal auf die Wieslauterbahn nach Bundenthal-Rumbach gelangte.
In den 1950er Jahren war die Bahnstrecke Landau–Zweibrücken samt ihrer östlichen Fortsetzung nach Germersheim unter der Kursbuchnummer 280 verzeichnet. Dennoch musste in der Regel in Landau umgestiegen werden. Die durchgehenden Züge von Germersheim nach Zweibrücken hatten außerdem einen längeren Aufenthalt im Landauer Hauptbahnhof. Die Mitte der 1960er Jahre im Bahnhof Godramstein haltenden Nahverkehrszüge fuhren in den Relationen Landau–Zweibrücken und Landau–Pirmasens Hauptbahnhof. Von 1994 bis 1999 verkehrten die Züge in der Relation Neustadt–Pirmasens Hauptbahnhof.

### Güterverkehr
Anfang des 20. Jahrhunderts bedienten Güterzüge der Relationen Kaiserslautern–Homburg–Landau–Germersheim und Saarbrücken–Landau–Germersheim den Bahnhof. Am 30. Mai 1976 wurden sämtliche Bahnhöfe außerhalb von Eisenbahnknotenpunkten als eigenständige Gütertarifpunkte geschlossen, wovon auch der Bahnhof Godramstein betroffen war. Fortan bedienten Übergabezüge den Bahnhof, der ab dieser Zeit als Satellit des Landauer Hauptbahnhofs fungierte. Das Gaslager, das im Bahnhof über ein Anschlussgleis verfügte, wurde zweimal pro Woche von Landau aus bedient. Der Güterverkehr, der bis 1997 sporadisch für die in Ramberg ansässige Spielwarenfabrik Theo Klein GmbH stattfand, wurde 1997 mit deren Produktionsverlagerung nach Fernost eingestellt.